# NGC 4935
NGC 4935 (другие обозначения — UGC 8159, MCG 3-33-23, ZWG 100.23, PGC 45093) — спиральная галактика с перемычкой (SBb) в созвездии Волос Вероники.
Галактика имеет несколько асимметричную структуру. Её морфологический тип — (R′2)SABa(rs)b, то есть, она имеет внешнее псевдокольцо типа R′2, при этом не наблюдается каких-либо свидетельств наличия внешнего кольца типа R1. Бар имеет овальную форму и практически тот же размер, что и внутреннее псевдокольцо. Радиус коротации галактики расположен таким образом, что бар/овал и внутреннее псевдокольцо находятся приблизительно на внутреннем 1:4 резонансе, а внешнее псевдокольцо — вблизи внешнего резонанса Линдблада.
Этот объект входит в число перечисленных в оригинальной редакции «Нового общего каталога».